# Ichthyscopus barbatus
Ichthyscopus barbatus és una espècie de peix pertanyent a la família dels uranoscòpids.

## Descripció
- Pot arribar a fer 41 cm de llargària màxima.[5][6]

## Hàbitat
És un peix marí, demersal i de clima subtropical que viu entre 10 i 50 m de fondària a la plataforma continental.

## Distribució geogràfica
Es troba a l'Índic oriental: el sud d'Austràlia (des del sud d'Austràlia Occidental fins al sud de Nova Gal·les del Sud).

## Observacions
És inofensiu per als humans.